# 머리사 베런슨
머리사 베런슨(Marisa Berenson, 1947년 2월 15일 ~ )은 미국의 배우이다. 이탈리아의 패션 디자이너 엘사 스키아파렐리의 외손녀이다.

## 영화
- 베네치아에서의 죽음
- 카바레 (영화)
- 배리 린든
- 킬러 케이트
- 추악한 사냥꾼
- 아이 엠 러브
- 러브 펀치
- 도그맨 - 귀족 여성 역

## 텔레비전
- 머펫 쇼
- 후즈 더 보스?
- 블루 블러드 (드라마)
- 제시카의 추리극장

## 연극
- 로미오와 줄리엣